# Grad Hohenzollern
Grad Hohenzollern je rodovni grad plemiške rodbine Hohenzollerjev.
Obstoječi grad je že tretji, ki je bil zgrajen na vrhu 855 m visoke samostoječe gore Hohenzollern nad mestom Hechingen, danes  v centru nemške zvezne dežele Baden - Württemberg.
Prvi grad je v virih prvič omenjen leta 1267 kot castro Zolre. Verjetno je bil zgrajen v 11. stoletju. Ni znano, kako je izgledal, a viri govorijo o njem kot o »kroni vseh gradov« in »najbolje utrjenem bivališču v Nemčiji«. Leta 1423 se je domači grof Friderik XII. Öttinger pregrešil proti zakonom Svetega rimskega cesarstva in vojska sosednjega württemberškega grofa in švabskih cesarskih mest  je po desetmesečnem obleganju grad zavzela in ga na ukaz cesarja Sigismunda za kazen razrušila.
Švabski grof Just Nikolaj I. je dobil od cesarja Friderika III. dovoljenje, da za svojo rezidenco grad ponovno zgradi. Drugi grad, večji in močnejši, je bil zgrajen v letih 1454-61. Med tridesetletno vojno so bili švabski grofje na katoliški, cesarjevi strani. Grad so spremenili v strateško pomembno trdnjavo. Aprila 1634 ga je zavzela švedska vojska skupaj z Württemberžani.  Ti so ga zasedali do novembra 1635, ko ga je spet zavzela cesarske vojska. Po vojni je bila v njem pretežno habsburška posadka.
Med avstrijsko nasledstveno vojno so grad pozimi 1744/45 prehodno zasedli Francozi. Ob koncu 18. stoletja, ko strateško ni bil več zanimiv, ga je avstrijska posadka zapustila. Opustili so vzdrževanje in okoliško prebivalstvo je grad začelo razdirati kot vir gradbenega materiala. Ohranila se je le kapela sv. Mihaela.
Današnji, tretji grad so Hohenzollerji zgradili v letih 1846-67 v neogotskem slogu. Grad uteleša takratno romantično predstavo o srednjeveškem viteškem gradu in želi prikazati veličino rodbine pruskih vladarjev. Grad nikdar ni bil stalno naseljen, služil je le za reprezentanco. Leta 1952 ga je začel hohenzollerski knez Ludvik Ferdinand opremljati z dragocenim starinskim pohištvom in spominskimi predmeti iz zbirke rodbine in iz nekdanjega berlinskega muzeja Hohenzollerjev v gradu  Monbijou. Med najbolj znamenitimi eksponati so vlečka kraljice Luise iz svilenega damasta, vojaški jopič kralja Friderika II. Velikega iz bitke pri Kunersdorfu, tobačnica, ki mu je rešila življenje, in njegovi prečni flavti, predvsem pa krona cesarja Viljema II. z osemnajstimi briljanti in stodvainštiridesetimi brušenimi diamanti. V kapeli in na grajskem pokopališču je pokopanih nekaj članov rodbine.
Grad je bil  močno poškodovan v potresu 3. septembra 1978. Obnova se je zavlekla v 1990-ta leta.
Danes je grad eden najbolj obiskanih gradov v Nemčiji in se vzdržuje od turizma.